# 双丰街道 (哈尔滨市)
双丰街道是中国黑龙江省哈尔滨市阿城区下辖的一个街道，位于阿城市南端。